# Едуардс (окръг, Канзас)
Окръг Едуардс (на английски: Edwards County) е окръг в щата Канзас, Съединени американски щати. Площта му е 1611 km², а населението - 3138 души. Административен център е град Кинзли.